# Only Love Can Hurt like This
Only Love Can Hurt like This è un singolo della cantante britannica Paloma Faith, pubblicato l'11 maggio 2014 come secondo estratto del suo terzo album in studio A Perfect Contradiction.

## Descrizione
Il brano è stato scritto da Diane Warren, autrice di numerosi successi per artiste come Whitney Houston, Cher, Christina Aguilera e Britney Spears. Definito come una ballad in stile anni Sessanta alla Motown, Only Love Can Hurt like This è cantato in veste predominantemente acustica e presenta pianoforte e batterie incalzanti ampliandosi per raccogliere voci corollarie e sonorità di violini nel ritornello finale.
È stata inizialmente proposta una versione acoustica su Amazon.com, poi eseguita dalla stessa Paloma alla sfilata di moda Burberry nel febbraio 2014 ed infine resa disponibile per il mercato di iTunes Store. Sulla copertina del brano si staglia una fotografia di Paloma Faith in piedi e in vestaglia con la bocca socchiusa e il capo e i pugni contratti protesi contro uno specchio.

## Video musicale
Il 25 aprile 2014, Paloma Faith ha condiviso un trailer del video ufficiale del brano mediante la propria pagina Instagram e ha annunciato che il video sarebbe stato pubblicato il 28 aprile successivo.
Esso presenta un comunicato che consiglia la visione ai bambini con l'accompagnamento di un genitore in quanto propone materiale esplicitamente sessuale. Si apre con Paloma in cappotto che si precipita sotto un parapetto per scampare ad un acquazzone e si abbandona pensierosa con le mani conserte in piedi di fronte a una parete per ripercorrere le emozioni scaturite dalla sua infatuazione; mentre la cantante narratrice si profila silenziosa al riparo dal diluvio, la conflittualità dei suoi sentimenti viene rappresentata dalle scene in cui la stessa amoreggia con un uomo di colore in un appartamento in degrado e a momenti in cui lei siede isolata da lui che giace sul letto e in cui cerca di divincolarsi mentre l'amante cerca di abbracciarla. Il corso di pensieri della cantante narratrice raggiunge l'apogeo del pathos nell'immagine di Paloma che si tuffa negli abissi mentre un lenzuolo bianco giganteggia sopra di lei che simboleggia lo sprofondamento nell'imprevedibilità e nell'instabilità della coppia e che si risolve con un'incognita nel video sebbene alcune scene siano inequivocabili, in cui la mano di Paloma scivola delicatamente dalla stretta del suo amante quasi a suggellare il disgregamento di quanto avevano costruito insieme. Il video si chiude con la cantante solitaria che reclina il capo davanti a uno specchio mentre la stessa Paloma scampata all'acquazzone si defila dalla scena per incamminarsi verso la tempesta.

## Classifiche

### Classifiche settimanali
| Classifica (2014-22) | Posizione massima |
| -------------------- | ----------------- |
| Australia            | 1                 |
| Croazia              | 14                |
| Grecia               | 75                |
| Irlanda              | 26                |
| Nuova Zelanda        | 3                 |
| Paraguay             | 156               |
| Portogallo           | 94                |
| Regno Unito          | 6                 |

### Classifiche di fine anno
| Classifica (2014) | Posizione |
| ----------------- | --------- |
| Australia         | 17        |
| Nuova Zelanda     | 22        |
| Regno Unito       | 37        |